# HBC Nîmes

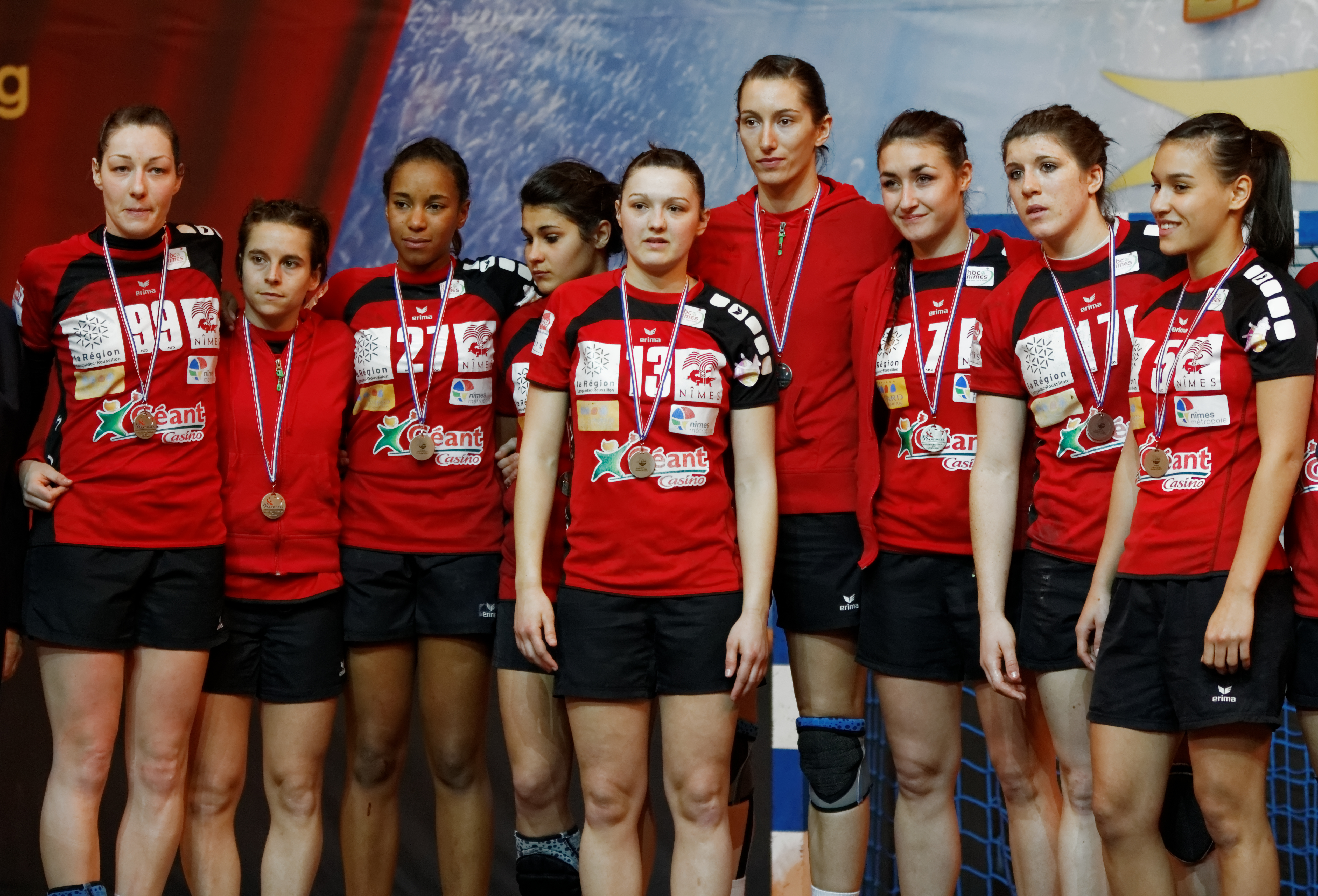
HBC Nîmes efter franska cupfinalen 2013.

Handball Cercle Nîmes (HBC Nîmes) var en fransk damhandbollsklubb från Nîmes i departementet Gard, bildad den 23 november 1971 och upplöst den 8 mars 2016. Klubben hade då spelat i högsta ligan sedan 1997. Klubben vann Challenge Cup två gånger, 2001 och 2009.

## Historia
Handbollsklubben skapades 1971 av Dr. Remezy och tolv spelare. Klubben börjar sin historia med att spela i ern dåligt upplyst gymnastiksal. Under fem år kommer deltar i  de regionala mästerskapen. 1976 nådde Nîmes för första gången i sin historia i andraligan National II.
1982 bytte Nîmes namn till HBC Juvenel Nîmes på grund av sammanslagningen av de två klubbarna. Klubben vann sin första titel 1985 som mästare i France Cadette. Efter tjugo års arbete nådde Nimes nationella andraligan 1991. Samma år slutade juniorlaget på tredje plats vid de franska ungdomsmästerskapet. 1991-1992 spelar klubben HBC Nîmes slutspelet för att kunna ta sig till förstadivisionen men misslyckas. Mellan 1992 och 1994 drabbades klubben av stora ekonomiska problem som kunde avvärjdes tack vare osjälviskheten hos ledarna i klubben. Säsongen 1994-1995 efter en bra säsong, ansluter klubben sig till division 1.
1995-1996 spelade Nîmes i första divisionen med en ny tränare Alain Portes som ersatte Maurice Mandin. Men Nîmes degraderades till andradivisionen efter att ha sluta nia. Följande säsong blev Nîmes vinnare i Frankrikes Division 2, och återkom till första ligan.

## Nationella resultat
I Frankrike har man nått den nationella cupfinalen i Coupe de France 1999, 2003, 2011 och 2015. och där har man förlorat alla fyra finalerna mot ASPTT Metz, ESBF Besançon och Toulon  och Metz HB. Man har inte vunnit någon fransk mästerskapstitel.

## Internationella resultat
HBC Nîmes har haft större framgångar i EHF Challenge Cup, efter att ha vunnit tävlingen 2001 och 2009. Klubbens största framgång i de andra EHF-cuperna hittills var då man nådde kvartsfinalen i EHF-cupen 2012.

## Klubbens  nedläggning
Säsongen 2014-2015 rekryterade klubben den tunisiska mittnian Mouna Chebbah, för att försöka nå till toppen av fransk handboll. Nîmes kom att nå semifinalen i mästerskapet och Mouna Chebbah valdes till mästerskapets MVP för säsongen 2014-2015. Nîmes nådde finalen i Coupe de France 2015 och förlorade på straffar mot Metz Handball.
Säsongen 2015-2016 slutar ändå på våren 2016 med allvarliga ekonomiska svårigheter och ansökan om konkurs i mars 2016 så de sportliga kraven kunde inte matchas av de ekonomiska förutsättningarna. Klubben försvann i april 2016.

## Spelare i urval
- Camille Ayglon-Saurina (2003–2008, 2010–2016)
- Chloé Bulleux (2008–2013)
- Delphine Carrat (2006–2016)
- Mouna Chebbah (2014–2016)
- Blandine Dancette (2006–2016)
- Joanne Dudziak (?–1999, 2001–2005)
- Jennie Florin (2002–2010)
- Sophie Herbrecht (2010–2012)
- Estelle Nze Minko (2012–2013)
- Allison Pineau (februari–juni 2015)
- Mariama Signaté (2008–2010)

## Tränare i urval
- Maurice Mandin (–1995)
- Alain Portes (1995–2004)
- Jean-Luc Pagès (2004–2005)
- Manuela Ilie (2005–2012)
- Christophe Chagnard (2012–2016)